# Crypthelia pudica
Crypthelia pudica is een hydroïdpoliep uit de familie Stylasteridae. De poliep komt uit het geslacht Crypthelia. Crypthelia pudica werd in 1849 voor het eerst wetenschappelijk beschreven door Milne Edwards & Haime. 